# Inundação de Johnstown

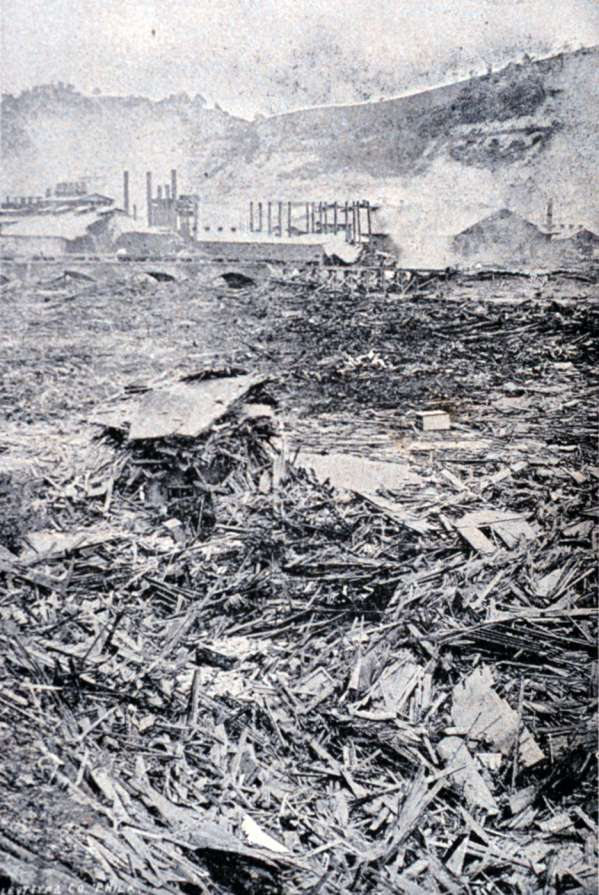
Foto da inundação

A Inundação de Johnstown aconteceu em 31 de maio de 1889 e foi o resultado do rompimento da Barragem de South Fork do Rio Little Conemaugh no estado da Pensilvânia, nos Estados Unidos. A cheia inundou a cidade de Johnstown depois de vários dias de chuvas na região e causou a morte de 2209 pessoas. O rompimento da barragem fez derramar aproximadamente 20 milhões de toneladas de água, aproximadamente a mesma quantidade de todo o Rio Mississipi, os prejuízos na época chegaram a 17 milhões de dólares, a ajuda às vítimas veio do governo federal dos Estados Unidos e mais 18 países.
Foi o maior desastre provocado pelo rompimento de uma barragem da história da humanidade, tendo criado um marco regulatório na legislação dos Estados Unidos sobre desastres civis, e também causou grandes modificações nos projetos de barragem na engenharia.